# قورباغه کوچک آسیایی
قورباغه کوچک آسیایی (نام علمی: Leptobrachium gunungense) نام یک گونه از سرده قورباغه‌های بادپای شرقی است.